# Francisco García Carrera
Francisco García Carrera (Rosario, Provincia de Santa Fe, 8 de septiembre de 1914 - 1976) fue un artista plástico argentino.

## Trayectoria
Realizó sus estudios en la Academia Gaspary en su ciudad natal, egresando en 1934. Dicha academia fue fundada en 1908 por Fernando Gaspary de origen francés radicado en Rosario.
En el año 1942, formó parte de la "Agrupación de Plásticos Independientes", con Anselmo Píccoli, Leónidas Gambartes, Julio Vanzo, Juan Grela, Carlos Uriarte, Nicolás Antonio de San Luis, Domingo Garrone y otros. Defendían la cultura y la libertad individual. Cuando se disgregó, algunos de sus miembros abrieron el camino para la formación del "Grupo Litoral".
Años más tarde, en 1950, integró el Grupo Litoral, siendo uno de los fundadores, junto a Leónidas Gambartes, Juan Grela, Alberto Pedrotti y Carlos Uriarte, entre otros. Este grupo alcanzó una gran difusión fuera del ámbito de la provincia de Santa Fe; cada uno de ellos mantuvo su personalidad creativa y su posición política, pero estaban unidos por la temática pictórica: la tierra, el hombre de las riberas santafesinas y la comprensión de las nuevas corrientes plásticas.

### Descripción de su obra
En sus obras iniciales se observa un determinado naturalismo con acento social en los paisajes de su provincia y sus habitantes.
Paulatinamente desde un posimpresionismo se inclina a un expresionismo, trabajando con gamas más ricas de color, con una temática constante de tipo dramática y social: el hombre sumergido en la miseria, paisajes desolados y olvidados.
Sus dibujos y pinturas, evidencian la potencia del trazo, poniendo de manifiesto su sólida formación.
Trabajó con texturas matéricas, priorizando el color y utilizando trazos negros para contener la forma de las figuras humanas emplazadas en el paisaje, sosteniendo de esta forma la composición.

### Exposiciones
Desde el año 1936 participó en muestras individuales y colectivas en forma ininterrumpida hasta 1975, en Rosario, en Buenos Aires y en otras localidades del interior del país. A partir de 1935 realizó envíos a los salones oficiales de Rosario y Santa Fe y a partir de 1944 al Salón Nacional de Bellas Artes de Buenos Aires.

En el año 1946 participó del III Salón de la Agrupación de Artistas Plásticos Independientes. Entre las muestras colectivas se destacan la realizada en octubre de 1947 en el Museo Municipal Juan B Castagnino de artistas rosarinos, integrando la "Agrupación artistas plásticos independientes". Ese mismo año expuso obras en la asociación Impulso en Buenos Aires, junto a Juan Grela, Hugo Ottmann, Oscar Herrero Miranda y Pedro Gianzone. 

En el año 1949 presentó obras en una muestra realizada en la Sociedad Argentina de Artistas Plásticos filial Rosario, junto a Juan Grela, Leónidas Gambartes, Alberto Pedrotti, Domingo Garrone y otros. 

En 1960 realizó una muestra retrospectiva en el Museo Municipal de artes visuales "Sor María Josefa y Clusellas" de la ciudad de Santa Fe. 

En 1969 realizó una muestra de pinturas en la galería Van Riel en Buenos Aires. En 1972 formó parte de una muestra Pintores del Litoral, en la Galería de Arte "9 de Julio", en Buenos Aires (actual CABA). 

En 1973 en la galería Carrillo (actualmente desaparecida), expuso en la muestra "García Carrera, Francisco- 20 años de permanencia en la pintura". En el año 1975 estuvo presente en la galería Raquel Real de Rosario, con motivo de conmemorarse el 25 aniversario de la creación del Grupo Litoral, junto a otros integrantes del mismo. Ese mismo año también expuso en la Sala de la pequeña muestra (también desaparecida). Además ha ilustrado poesías siendo en 1965 uno de los ilustradores del libro Oda al Paraná, de José Carlos Gallardo junto a Carlos Alonso, Juan Batlle Planas, Ricardo Supisiche entre otros. 

En 1966 participó en una Muestra de Poemas Ilustrados, realizada en la Asociación rosarina de intercambio cultural Argentino Norteamericana (ARICANA), junto a plásticos como Julio Vanzo, Pedro Giacaglia y otros. 

Obras suyas se encuentran en colecciones privadas y oficiales: Museo de Artes Plásticas Eduardo Sívori, en el Museo Provincial Rosa Galisteo de Rodríguez y en el Museo Municipal de Bellas Artes Juan B. Castagnino

Post mortem se realizaron distintos homenajes. En 1977 en la Sala de la pequeña muestra (desaparecida) denominada Exposición homenaje, en 1978 en Galería áurea (desaparecida): Homenaje a García Carrera, en 1981, organizada por la Fundación Cultural de Rosario en el Museo Municipal de Bellas Artes Juan B. Castagnino.

En septiembre de 1998, estuvo presente en la Muestra Homenaje "Grupo Litoral" en el Museo Municipal de Bellas Artes Juan B. Castagnino 

En el año 2013 en la filial Rosario de San Cristóbal seguros se realizó una nueva muestra homenaje.

### Premios
- 1947- Primer premio "Jorge R. Casals"- III Salón motivos de la ciudad- Amigos del arte[26]
- 1949- Premio estímulo "Miguel Marconetti"- Sección pintura- XXVI Salón Anual de Santa Fe[27]
- 1949- Premio estímulo "Secretaría de Gobierno, Cultura y Asistencia Social-Sección pintura[28]
- 1950- Premio Adquisición-Sección dibujo- Premios especiales para artistas plásticos rosarinos- XXIX Salón de Rosario[29]
- 1951- Medalla- Sección dibujo- XXVIII Salón Anual de Santa Fe[30]
- 1952- Medalla- Sección dibujo- XXIX Salón Anual de Santa Fe[31]
- 1959- Premio Adquisición- Sección pintura- XXXVIII Salón de Rosario[32]
- 1957- Premio "Juan Cingolani"- Sección pintura- XXXIV Salón Anual de Santa Fe[33]
- 1962- Segundo Premio-Medalla de plata dorada- Sección pintura- Pinturas y dibujos de Artistas Rosarinos[34]
- 1963- Segundo Premio Adquisición- Sección pintura- 40 Salón de Rosario[35]
- 1971- Gran Premio de Honor- Sección pintura- XLII Salón Nacional de Rosario[2]